# Haramara Gaitán
Haramara Gaitán Fausto (Guadalajara, 7 de agosto de 1996) es una jugadora mexicana de bádminton. 

## Trayectoria
Gaitán es seleccionada nacional de México en bádminton desde los 12 años de edad. Ganó medallas de bronce en la edición XXI de los Juegos Centroamericanos y del Caribe y de oro en las ediciones XXII y XXIII. En los Juegos Panamericanos de 2015 y de Lima 2019 obtuvo quinto lugar. Debido a su ranking internacional que alcanzó 18 957 puntos en 2020, la Federación Mundial de Bádminton le dio la plaza olímpica para Tokio 2020. En dicha justa, quedó ubicada en el Grupo K de la competencia, fue eliminada en la primera fase tras ser derrotada por Jia Min Yeo de Singapur, con un puntaje de 21-7 y 21-10; y por Kim Ga-eun de Corea del Sur, con un puntaje de 21-14 y 21-9.

## Palmarés internacionales
| Juegos Centroamericanos | Juegos Centroamericanos | Juegos Centroamericanos | Juegos Centroamericanos |
| Año                     | Lugar                   | Medalla                 | Competición             |
| ----------------------- | ----------------------- | ----------------------- | ----------------------- |
| 2010                    | Mayagüez ()             | Medalla de bronce       |                         |
| 2014                    | Veracruz (Colombia)     | Medalla de oro          |                         |
| 2018                    | Barranquilla (Colombia) | Medalla de oro          |                         |